# Histoire de Dom B…

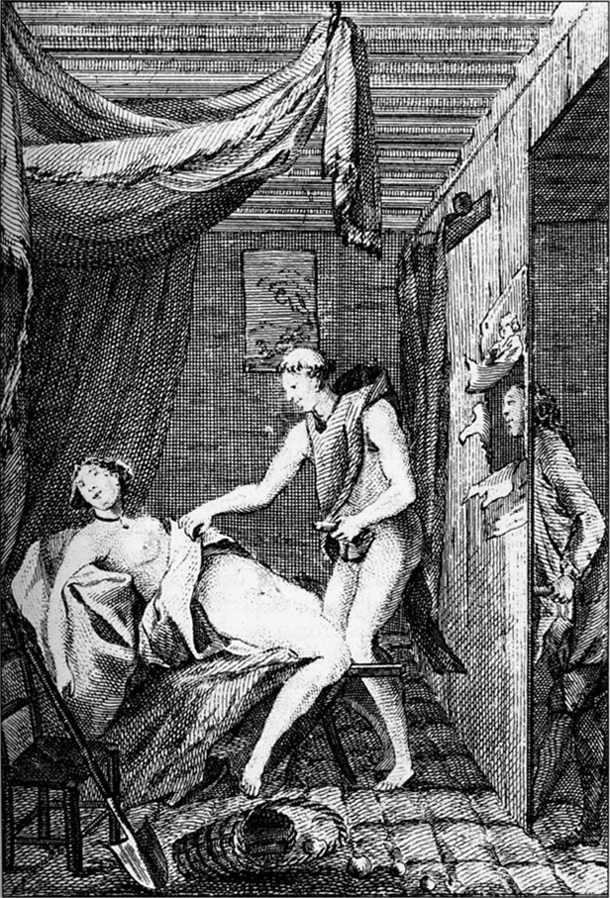
Illustration von François-Rolland Elluin für Histoire de Dom B…

Histoire de Dom B…, portier des Chartreux, écrite par lui-même (französisch; „Die selbstverfasste Geschichte des Dom B…, Pförtner der Kartäuser“), kurz: Histoire de Dom B…, ist ein Roman aus dem Jahr 1741, eines der bedeutendsten libertinen Werke des 18. Jahrhunderts. Als Verfasser wird Jean-Charles Gervaise de Latouche vermutet.

## Handlung
Der Roman erzählt aus der Ich-Perspektive die Lebensgeschichte des Mönchs B… (das Kürzel steht für Bougre, einen französischen Vulgärausdruck für Päderast), dessen weltlicher Name Saturnin ist. Saturnins erster Geschlechtsverkehr geschieht mit seiner Schwester Suzon und der Mutter. Auch wenn sich später herausstellt, dass in Wahrheit keine Blutsverwandtschaft besteht, läutet der Text durch diesen vorgeblichen Inzest eine unablässige Reihe von Tabubrüchen ein. Saturnin wird im weiteren Verlauf zahlreicher humoristisch ausgestalteter Szenen alle Spielarten sexueller Enthemmung erleben, wobei in dauerndem Wechsel auch schonungslose Kritik an Kirche und Gesellschaft geübt wird. Schließlich trifft Saturnin die syphiliskranke Schwester in einem Bordell an. Er liebt sie aufrichtig und verbringt die Nacht mit ihr, obwohl sie ihn vor der Ansteckungsgefahr warnt. Die beiden werden am nächsten Tag auseinandergerissen; Saturnin erkrankt und wird zwangsweise kastriert, um ihm das Leben zu retten, Suzon stirbt. Am Ende findet Saturnin Aufnahme in einem Kartäuserkloster, wo er, befreit von allen Leidenschaften, auf den Tod warten kann, den er weder fürchtet noch herbeisehnt. Als Grabinschrift wünscht er sich die Worte: Hic situs est Dom Bougre, fututus, futuit. („Hier liegt gebettet Dom Bougre, er fickte und wurde gefickt.“)